# Canticum Sacrum
Canticum Sacrum ad honorem Sancti Marci nominis (1955) és una cantata sobre textos en llatí de l’Antic i del Nou Testament d'Ígor Stravinski dedicada a l’evangelista i apòstol Sant Marc.
Va ser la ciutat de Venècia que li va encarregar a Stravinski una obra per tal d’honrar el patró de la ciutat, Sant Marc. La cantata es va estrenar el 13 de setembre de 1956 a la Basílica de Sant Marc de Venècia, sota la direcció del mateix compositor. L’obra dura pocs menys de 20 minuts.
L’obra és per a tenor, baríton, cor mixt i orquestra (1 flauta, 3 oboès, 3 fagots, 4 trompetes, 4 trombons, arpa, orgue, violes i contrabaixos). D’aquesta orquestració resulta curiós que no hi hagi ni clarinets, ni trompes, ni violins o violoncels.
Set anys després de la composició de la seva Missa (1948), Stravinski va tornar a escriure una obra sacra. La formació orquestral i del cor de les dues obres presenten moltes semblances estilístiques però és només en el Canticum Sacrum que Stravinski afegeix un orgue que, a més, ocupa un paper central en la cantata.

## Estructura
La composició està dividida en 5 parts, que venen introduïdes pels trombons i els dos solistes (tenor i baríton) cantant la dedicatòria de l’obra: «Urbi Venetiae in laude Sancti sui Presidis, Beati Marci Apostoli» [A la ciutat de Venècia en lloança al seu sant president, l'apòstol Sant Marc].
El primer i el cinquè moviment de la cantata són fragments corals basats en l’Evangeli de Sant Marc que tracten la missió apostòlica d’estendre la fe.
El segon i el quart moviment consten de cants solistes basats en textos del Càntic dels Càntics de Salomó, i de l'Evangeli segons Sant Marc, respectivament. Aquests cants individuals pretenen exaltar l’individu dins la comunitat de creients.
El moviment central, el tercer, és un triple elogi de les tres virtuts teològiques (la Caritat, l’Esperança i la Fe). En aquest moviment, s'alternen les veus solistes amb un cor infantil.
Aquesta distribució simètrica dels moviments de l’obra es pot relacionar amb les cinc cúpules de la Basílica de Sant Marc.
Aquesta anàlisi de l’estructura evidenciaria el principis organitzadors serials que Stravinski utilitzava cada vegada més des de la Cantata (1952), i In memoriam (1954) per a Dylan Thomas. Stravinski havia començat a experimentar amb el serialisme i el dodecafonisme de Schönberg després de la mort d’aquest el 1950, i també amb les estructures intervàl·liques de Webern. En aquesta obra es veuen clarament les influències de les noves tendències compositives.
Igualment, el compositor s'hauria inspirat en Heinrich Schütz (1585-1672) per a escriure Canticum Sacrum. A l’estrena de l’obra d’Stravinski, a la Basílica de Sant Marc, també s'hi van interpretar obres de Schütz.
En el seu Canticum Sacrum, Stravinski va transformar les formes venecianes del Barroc primerenc amb molta facilitat perquè, des que era jove, estava familiaritzat amb les influències de la música sacra russa i romana d'Orient cultivada a Venècia des de l'alta edat mitjana.
El 19 de juny de 1957, quan Stravinski acabava de fer 75 anys, la CBS va produir una gravació discogràfica del Canticum Sacrum amb Richard Robinson i Howard Christian com a solistes i la Festival Orchester i el Festival Chor de Los Angeles.
Venècia va ser la ciutat que Stravinski va estimar més. Des de l'època dels seus viatges per Europa, des de Serguei Diàguilev, fins a la vellesa, no va deixar d’anar-hi mai. De fet, és al cementiri de San Michele on va demanar ser enterrat, i on ara descansa en pau. També va ser una ciutat d’èxits per al compositor, on va estrenar algunes obres de joventut, i que hi va triomfar amb Canticum Sacrum a la Basílica de Sant Marc, Threni a la Scuola San Rocco, i els Requiem Canticles a la Basílica de San Giovanni e Paolo.